# سیارک ۲۳۸۵۰
سیارک ۲۳۸۵۰ (به انگلیسی: 23850 Ramaswami، نامگذاری:1998RJ34) بیست و سه هزار و هشتصد و پنجاهمین سیارک کشف شده‌است که در ۱۴ سپتامبر ۱۹۹۸ کشف شد.
قدر مطلق سیارک برابر ۱۷.۸ است.